# Saint-Vaast-sur-Seulles

Saint-Vaast-sur-Seulles este o comună în departamentul Calvados, Franța. În 1 ianuarie 2022 avea o populație de 159 de locuitori.